# South Fork, Antarktis
South Fork är en dal i Antarktis. Den ligger i Östantarktis. Nya Zeeland gör anspråk på området.